# Мурса (район)
Мурса (порт. Murça) — район (фрегезия) в Португалии, входит в округ Вила-Реал. Является составной частью муниципалитета Мурса. По старому административному делению входил в провинцию Траз-уж-Монтиш и Алту-Дору. Входит в экономико-статистический субрегион Алту-Траз-уш-Монтеш, который входит в Северный регион. Население составляет 2184 человека на 2001 год. Занимает площадь 14,57 км².